# Edmonton Brickmen
Gli Edmonton Brickmen furono un club calcistico canadese con sede a Edmonton, attivo dal 1986 al 1990 e militante nella Canadian Soccer League. Fino al 1987 i colori sociali erano il giallo e il nero, per poi essere sostituiti col bianco e il rosso.

## Storia
Gli Edmonton Brickmen vennero fondati nel 1985, proprietario del club era Peter Pocklington, già presidente degli Edmonton Drillers che avevano giocato nella North American Soccer League. Il nome (traducibile in italiano come "uomini-mattone") deriva dal principale sponsor del club, una catena di negozi di materiale per l'edilizia. Nel loro primo anno di attività i Brickmen giocarono gare amichevoli contro alcuni club della Western Soccer Alliance, per poi essere ammessi alla lega nella stagione successiva.
Già nel 1987 la squadra di Edmonton cambiò lega, approfittando della nascita della Canadian Soccer League, il primo campionato professionistico del Canada. Sportivamente non vennero comunque mai raggiunti dei traguardi importanti: i Brickmen raggiunsero i play-off per il titolo in due occasioni su quattro, non spingendosi mai oltre le semifinali. Al termine della stagione 1990 il club si sciolse.

## Allenatori
- 1986  non noto
- 1987  John Walker
- 1988  Len Vickery
- 1989  non noto
- 1990  Ross Ongaro